# FC Rot-Weiß Rankweil
Der FC Rot-Weiß Rankweil ist ein österreichischer Fußballverein aus der Vorarlberger Gemeinde Rankweil. Er spielt ab der Saison 2024/25 in der viertklassigen Eliteliga Vorarlberg.

## Geschichte
Der FC Rot-Weiß Rankweil wurde am 10. Oktober 1920 im Gasthof Schneeberg gegründet. 1957 und 1959 stieg der Klub jeweils für eine Saison als Vorarlberger Landesmeister in die zweitklassige Fußball-Arlbergliga auf.
Auch nach der Einführung der neuen zweitklassigen Regionalliga West blieb der Klub vorerst eine Fahrstuhlmannschaft – nach dem Aufstieg 1962 konnte er sich ebenfalls nur ein Jahr halten.
Die erste Kampfmannschaft spielt seit der Saison 2009/10 in der Vorarlbergliga. Trainer ist seit der Saison 2015/16 Erik Regtop.

### Der Verein in der Regionalliga West
Erst nach einem gelungenen Klassenerhalt 1964/65 konnte sich der Klub bis 1971 insgesamt sechs Spielzeiten lang festsetzen.
Das beste Abschneiden waren zwei siebenten Plätze. Nach dem Abstieg in die Vorarlberger Landesliga wollte aber keine Rückkehr in die zweite Liga mehr gelingen.
2002 schaffte die Mannschaft den Aufstieg in die nun drittklassige Regionalliga West.
Die Saison 2008/09 verlief desaströs. Die Mannschaft konnte in 30 Meisterschaftsspielen keinen einzigen Punkt verbuchen und erzielte ein Torverhältnis von 13:142. Ab der Saison 2009/10 musste der Verein somit in der Vorarlbergliga antreten.

### Vorarlbergliga seit der Saison 2009/10
Als der Verein in die Vorarlbergliga abstieg, konnte er sich bisher immer sehr gut in der viertklassigen Liga Österreichs halten. Mit Endrang Nummer 4 konnte seit dem Abstieg in der Saison 2011/12, die bisher beste Platzierung eingefahren werden. Aber es gab euch viel schlechtere Spielzeiten: Im Jahre 2015 musste die erste Kampfmannschaft zum Beispiel in der Relegation gegen den 3. Rang der Landesliga, den FC Schwarzach, antreten. Dort konnten sie sich aber mit einem Gesamtscore von 5:4 den Klassenerhalt sichern.

## Frauenfußball
Eine Frauenmannschaft spielte schon bei der ersten Vorarlberger Frauenmeisterschaft 1991 mit und wurde Meister. Ab 1994 spielten die Rankweilerinnen in der Regionalliga West, die zusammen mit dem Tiroler Fußballverband gegründet wurde, mit und wurden 1996 Meister,  in der Saison 1997/98 spielte das Team nicht mehr in der Regionalliga West. 
Mit Beginn der Saison 2011/12 übernahm der Verein das Frauenteam von SC Röthis. In Röthis wollte die Vereinsführung kein Frauenteam mehr und es gab Streitigkeiten zwischen Vereinsführung und der Spielerinnen. In dieser Zeit fiel auch die Gründung von FFC Vorderland, der die Frauenmannschaft von FC Sulz übernahm und einen einzigen Frauenfußballverein in der Region Vorderland gründen und in Rankweil spielten wollte, doch Rankweil entschied sich die Frauen aus Röthis zu übernehmen und ein eigenes Team aufzubauen. Schon in der nächsten Saison 2011/12 qualifizierte sich das Team für die 2. Liga Mitte/West und spielte 2018/19 um den Aufstieg in die ÖFB Frauen Bundesliga.

## Erfolge
Männer
- 9 × Zweitligateilnahme: 1958, 1960 (Arlbergliga), 1963, 1965–1969, 1971 (Regionalliga West)
- 6 × Meister der Vorarlbergliga: 1957, 1959, 1964, 1970, 1993, 2002
- 1 × VFV-Cup-Sieger: 2006

Frauen
- 2 × Zweitligameister: 1996, 2019
- 11 × Zweitligateilnahme: 1995, 1996, 1997, 2013, 2014, 2015, 2016, 2017, 2018, 2019, 2020
- 6 × VFV-Cup Frauen-Sieger: 2012, 2013, 2014, 2015, 2016, 2018